# Physocalyx scaberrimus
Physocalyx scaberrimus là loài thực vật có hoa thuộc họ Cỏ chổi. Loài này được Philcox miêu tả khoa học đầu tiên năm 1980.